# Авиошоу
Авиошоу, авиационно шоу или въздушно шоу е специално организирано шоу, обикновено на летище, където летци демонстрират пред публика способностите – свои и на своите самолети и хеликоптери, главно под формата на аеробатика (въздушна акробатика).
Представлява организирано събитие, при което въздушните и летателните апарати са паркирани на земята и могат да сбъдат разглеждани от зрителите, се нарича статично авиошоу. Авиошоутата не се провеждат винаги в летища, някои са над морето или океана, а други използват земите на държавни замъци. Понякога се съчетават с изложби, експозиции и промоции.
Авиошоута се провеждат навсякъде по света, но се различават по сезон и мащабност. Например в Австралия и Нова Зеландия се провеждат между януари и март. В някои случаи тези събития са организирани от военните или служат за набиране на средства за дарения. В България се провеждат всяка година по няколко пъти. Най-голямото за 2011 година е на 4 септември на летище Крумово край Пловдив със
самолети Еврофайтър Тайфун, F-16, GRIPEN, MiG-29 и MiG-29M, C-160, SPARTAN и др.

## История
След Първата световна война опитните летци-изпитатели се стремят да демонстрират своите новопридобити таланти и способности. Много американски пилоти взимат участие в циркове или организират гастроли по малките градове с превоз на пътници. С времето тези авиатори се обединяват за по-крупни мероприятия. Така се ражда въздушното шоу, което показва различни въздушни маневри и въздушна акробатика. Паричните награди увеличават конкуренцията както между пилотите, така и между конструктурите в стремежа им да усувършенстват летателните апарати.
Амелия Еърхарт по всяка вероятност е най-известната от всички участници в такива мероприятия и първата жена, поставила рекорди при прелитането на Атлантика и Ла Манша.